# 5. Königlich Bayerische Reserve-Division
Die 5. Reserve-Division war ein Großverband der Bayerischen Armee im Ersten Weltkrieg.

## Geschichte
Die Division wurde am 2. August 1914 aus Anlass des Ersten Weltkriegs als Teil des I. Reserve-Korps aufgestellt und 1919 im Rahmen der Demobilisierung nach Kriegsende aufgelöst. Als Reserve-Division bestand sie zum größten Teil aus mobilisierten Reservisten und Landwehrleuten vorwiegend aus dem Bereich des III. Armee-Korps (Oberpfalz, Niederbayern, Ober- und Mittelfranken). Der Verband war ausschließlich an der Westfront im Einsatz und wurde von der alliierten Aufklärung als gut zweitklassig eingestuft.

### 1914
Ihr erster Kommandeur war General der Infanterie Friedrich Freiherr Kreß von Kressenstein. Die Division marschierte im Rahmen der 6. Armee/des I. Reserve-Korps im Westen in zweiter Linie bei Saargemünd auf. Flussaufwärts der Saar folgend erreichte sie bis zum 17. August 1914 Drulingen und war zunächst als Reserve des I. Reserve-Korps eingesetzt, rückte jedoch dann in die erste Linie nördlich Lauterfingen vor, wo es Verbindung mit dem rechten Nachbarn, dem XXI. Armee-Korps sowie mit dem linken Nachbarn, der 1. Reserve-Division, herstellte. Am 20. August 1914 morgens trat die Division von ihrem Bereitstellungsraum westlich Mittersheim an, stieß ostwärts Lauterfingen vorbei und durchbrach die Linien des französischen XVI. Armee-Korps der 2. Armee. Am 21. August morgens wurde Angweiler genommen.
Die Division wurde bis 2. Oktober 1914 nach Nordfrankreich in den Raum Douai transportiert. Sie rückte über Cuincy und Esquerchin in Richtung Arras vor, als die französische 70. Reserve-Division in die Flanke des I. Reserve-Korps aufmarschierte. Die Division entfaltete sich unverzüglich, die eigene rechte Flanke gedeckt vom 5. Reserve-Kavallerie-Regiment, und erreichte bis Abend die Linie westlich der Orte Drocourt-Bois Bernard-Izel. Am 3. Oktober 1914 zerschlug sie die französische Reserve-Division und setzte sich bis 5. Oktober 1914 auf den Vimy-Höhen fest. Am 6. Oktober 1914 nahm die 9. Reserve-Infanterie-Brigade die Loretto-Höhe bei Souchez. Sie grub sich dort ein und verbrachte den Winter in dieser Stellung.

### 1915
Während der Frühjahrsschlacht von La Bassée-Arras (9. Mai bis 23. Juli 1915) lag die Division zwischen Carency-Ecurie. Das Reserve-Jäger-Bataillon 1 stand als Eckpfeiler bei Carency und hielt Verbindung zum rechten Nachbarn. Das preußische Landwehr-Infanterie-Regiment Nr. 39 war inzwischen der Division unterstellt. Am 9. Mai 1915 wurde sie von vier französischen Divisionen der 10. Armee angegriffen (Vom französischen XXIII. Armee-Korps: Teile 70. Infanterie-Division, 77. Infanterie-Division und die Marine-Division; vom XX. Armee-Korps: 39. Infanterie-Division und 11. Infanterie-Division). Am 14. Mai 1915 ließ die Gefechtsintensität nach und die Division konnte aus der Front gelöst werden. Sie verlor in der Frühjahrsschlacht nahezu 7.000 Mann und acht Geschütze. Am 10. September 1915 wurde Generalleutnant August Ipfelkofer zum Divisionskommandeur ernannt. In der Herbstschlacht bei La Bassée und Arras vom 23. September bis 13. Oktober 1915 war die Division südlich der Scarpe in Stellung gegangen. Hierzu wurde ihr das Sächsische 2. Jäger-Bataillon Nr. 13 sowie das I. Bataillon des Sächsischen 9. Infanterie-Regiments Nr. 133 unterstellt, welches am linken Flügel Verbindung zum preußischen 111. Infanterie-Division hielt. Die Division konnte den Ansturm von französischen Divisionen abweisen. Bei 1.300 Mann eigener Verluste nahm sie 600 Franzosen gefangen.

### 1916
In der Schlacht an der Somme war die Division im Juli 1916 zunächst als Korps-Reserve des I. Reserve-Korps eingesetzt. Am 13. August 1916 löste sie die vorn kämpfende 8. Reserve-Division beiderseits Maurepas ab. Tagelang im Gefecht hielt die Division die Ortschaft fest, die am 24. August endgültig in die Hände der Franzosen fiel. Die Division hatte wieder 4.500 Mann verloren und wurde am 27. August aus der Front gelöst. Am 23. September 1916 wurde die Division dem neu gebildeten XV. Reserve-Korps unterstellt.

### 1917
Am 16. April 1917 war die Division zur Schlacht an der Aisne im Rahmen des XV. Reserve-Korps links vorn eingesetzt mit linker Grenze an der Aisne bei Berry au Bac Verbindung haltend mit der preußischen 10. Reserve-Division und rechter Grenze Ostrand Waldstück bei La Ville aux Bois Verbindung haltend mit der 9. Reserve-Division. Der französische Angriff am 16. April 1917 durchstieß schon beim ersten Anlauf die vorderen Linien der Division, welche auf etwa 2 km weiter hinten vorbereitete Stellungen in der Tiefe ausweichen musste. Der frontale Gegenangriff der preußischen 50. Infanterie-Division brachte den französischen Einbruch zum Stehen, der Flankenangriff der 213. Infanterie-Division zerschlug die Reste der französischen Angriffstruppen. Am 18. April 1917 wurde die angeschlagene Division nach Verlusten von etwa 3.000 Mann in einen ruhigeren Abschnitt verlegt. Im September 1917 wurde die Division nach Flandern verlegt und sollte als Korps-Reserve eingesetzt werden; sie wurde jedoch kaum eingetroffen gegen die eingebrochenen englischen Kräfte westlich Poelkappelle geworfen und verblieb dort bis 2. Oktober 1917 in Stellung. Anschließend wurde sie als Reserve zurückgenommen. Am 30. September 1917 wurde Generalleutnant Hermann Ritter von Burkhardt zum Divisionskommandeur ernannt. Ende Oktober 1917 wurde die Division vorn zwischen Wallemolen und Poelkappelle, links von ihr im Raum Passchendaele lag die 11. Infanterie-Division. Am 30. Oktober 1917 hielt die Division wiederum einem schweren Angriff stand und wird anschließend wieder herausgezogen.

### 1918
In der Michael-Schlacht (Frühjahrsoffensive 1918) trat die Division im Rahmen des I. Reserve-Korps am 28. April 1918 nördlich der Scarpe bei Gavrelle in Richtung Arras an, traf auf wohl vorbereitete Stellungen des Feindes und kam nicht voran. Nach dieser Schlacht hatte die Division ein Drittel ihrer Truppe verloren. Im September 1918 lag sie im Abschnitt des XXI. Armee-Korps unter Generalleutnant Ernst von Oven am Ostrand der Argonnen. Am 26. September 1918 überrannten im Zuge der Meuse-Argonne-Offensive die US-amerikanischen Truppen die Linien der 117. Infanterie-Division sowie 7. Reserve-Division etwa 5 km südlich der Maas bei Brieulles-sur-Meuse. Die Division warf sich entschlossen gegen den Feind und verunsicherte ihn so sehr, dass die US-Truppen ihren Einbruch nicht weiter nutzten. Am 27. Oktober 1918 konnte sie eine Stellung zwischen Brieulles und Nantillois gegen die amerikanischen Angriffe halten. Den südlichen Flügel musste sie am 28. Oktober 1918 auf Cierges an der Andon zurücknehmen. Am 4. Oktober 1918 wurden die Linien der Division in der Mitte und am rechten Flügel eingedrückt, ein Durchbruch konnte noch verhindert werden. Während sie den Einbruch der Amerikaner am 9. Oktober 1918 bis nach Cunel mit der Divisions-Reserve (7. Reserve-Infanterie-Regiment) zurückschlagen konnte, musste sie am 11. Oktober 1918 den Eckpfeiler der Verteidigung Brieulles aufgeben. Am 21. Oktober 1918 brachen die Amerikaner beim rechten Nachbarn durch. Bis 22. Oktober 1918 wich die Division auf die Stellungen zwischen Cléry an der Andon und Liny ostwärts der Maas aus. Dort stemmte sie sich noch mit der Gefechtsstärke eines Regiments gegen die amerikanische Übermacht. Am 2. und 3. November musste sie ihren rechten Flügel auf die Stellungen ostwärts der Maas zurücknehmen und besetzten die Linie zwischen Lion und Liny. Die Division leistete Widerstand bis zum Waffenstillstand am 11. November 1918. Die Reste der Division marschierten über Diedenhofen und Worms in die Heimat und erreichte Wochen später die Gegend zwischen Heilbronn und Mergentheim.

## Gliederung

### Kriegsgliederung am 2. August 1914
- 9. Reserve-Infanterie-Brigade
  - Reserve-Infanterie-Regiment 6
  - Reserve-Infanterie-Regiment 7
- 11. Reserve-Infanterie-Brigade
  - Reserve-Infanterie-Regiment 10
  - Reserve-Infanterie-Regiment 13
- Reserve-Jägerbataillon 1
- Reserve-Kavallerie-Regiment 5
- Reserve-Feldartillerie-Regiment 5
- 4. Kompagnie/2. Pionier-Bataillon
- 1. Reserve-Kompagnie/2. Pionier-Bataillon
- Reserve-Divisions-Brückentrain 5
- Reserve-Sanitätskompagnie 5

### Kriegsgliederung vom 1. Juni 1918
Die Zusammensetzung der Division änderte sich im Laufe des Krieges mehrfach. An Kavallerie verblieb nur mehr eine Eskadron, während Artillerie und technischen Truppen verstärkt wurden.
- 11. Reserve-Infanterie-Brigade
  - Reserve-Infanterie-Regiment 7
  - Reserve-Infanterie-Regiment 10
  - Reserve-Infanterie-Regiment 12
- 2. Eskadron/3. Chevaulegers-Regiment „Herzog Karl Theodor“
- Artillerie-Kommandeur Nr. 17
  - Reserve-Feldartillerie-Regiment 5
- II. Abteilung/Sächsisches Reserve-Fußartillerie-Regiment Nr. 19
- Leichte Munitionskolonne 102
- Leichte Munitionskolonne 104
- Leichte Munitionskolonne 119
- Pionier-Bataillon 18
  - Reserve-Pionier-Kompanie 2
  - Reserve-Pionier-Kompanie 19
  - Minenwerfer-Kompanie 205
- Divisions-Nachrichten-Kommandeur 405
  - Divisions-Fernsprech-Abteilung 405
  - Divisions-Funker-Abteilung 103
- Sanitätskompanie 16
- Feldlazarett 46
- Feldlazarett 50
- Pferdelazarett 25
- Divisions-Kraftwagen-Kolonne 751
- Feldpostexpedition 752

## Kommandeure
| Dienstgrad             | Name                            | Datum                                     |
| ---------------------- | ------------------------------- | ----------------------------------------- |
| General der Infanterie | Friedrich Kreß von Kressenstein | 02. August 1914 bis 9. September 1915     |
| Generalleutnant        | August Ipfelkofer               | 10. September 1915 bis 29. September 1917 |
| Generalmajor           | Hermann von Burkhardt           | 30. September 1917 bis 14. Dezember 1918  |